# Línea N11 (EMT Madrid)
La línea N11 de la empresa municipal de autobuses de Madrid es una línea nocturna que conecta la Plaza de Cibeles con Madrid Sur. Tiene un recorrido similar al de las líneas diurnas 10 (entre Cibeles y Atocha), 102 (entre Atocha y Entrevías), 103 (en su recorrido por Entrevías) y 136/144 (entre El Pozo y Madrid Sur/San Diego).

## Características
La línea, al igual que todas las líneas nocturnas de Madrid de la red de búhos, empieza su camino en la plaza de Cibeles y sus horarios de salida de la misma coinciden con los de otras líneas para permitir el transbordo. Esta línea circula hasta Madrid Sur, dando servicio también a Entrevías.
Fue puesta en servicio en octubre de 1974 uniendo la Puerta del Sol con Manoteras, recorrido que actualmente hace la línea N1. Ni Méndez Álvaro ni Entrevías tenían servicio nocturno de autobuses.
Con la ampliación de 11 a 20 líneas en mayo de 1994, la línea N11 pasó a tener el itinerario Pza. Cibeles - Villaverde Alto que actualmente realiza la N14, siendo entonces la línea N9 Pza. Cibeles - Entrevías la que tenía un recorrido similar al de la actual N11, entrando por Puente de Vallecas en vez de por Méndez Álvaro, que seguía sin tener autobuses nocturnos.
Finalmente, en la ampliación de 20 a 26 líneas nocturnas en octubre de 2002, la línea N11 pasa a circular por la calle Méndez Álvaro adoptando su recorrido actual.
Desde el 29 de noviembre de 2023, la línea se amplía para prestar servicio al barrio de San Diego, formando un circuito neutralizado.

## Horarios
| Domingos a jueves y festivos           |                      |                      |                      |                      |                      |                      |                      |                      |                      |                      |                      |                      |                      |                      |                      |
| Cibeles > Madrid Sur                   | Cibeles > Madrid Sur | Cibeles > Madrid Sur | Cibeles > Madrid Sur | Cibeles > Madrid Sur | Cibeles > Madrid Sur | Cibeles > Madrid Sur | Cibeles > Madrid Sur | Madrid Sur > Cibeles | Madrid Sur > Cibeles | Madrid Sur > Cibeles | Madrid Sur > Cibeles | Madrid Sur > Cibeles | Madrid Sur > Cibeles | Madrid Sur > Cibeles | Madrid Sur > Cibeles |
| 00                                     | 01                   | 02                   | 03                   | 04                   | 05                   | 06                   | 07                   | 23                   | 00                   | 01                   | 02                   | 03                   | 04                   | 05                   | 06                   |
| 00 35                                  | 10 45                | 20 55                | 30                   | 05 40                | 15                   |                      |                      | 40                   | 15 50                | 25                   | 00 35                | 10 45                | 20                   | 00 45                |                      |
| Viernes, sábados y vísperas de festivo |                      |                      |                      |                      |                      |                      |                      |                      |                      |                      |                      |                      |                      |                      |                      |
| Cibeles > Madrid Sur                   | Cibeles > Madrid Sur | Cibeles > Madrid Sur | Cibeles > Madrid Sur | Cibeles > Madrid Sur | Cibeles > Madrid Sur | Cibeles > Madrid Sur | Cibeles > Madrid Sur | Madrid Sur > Cibeles | Madrid Sur > Cibeles | Madrid Sur > Cibeles | Madrid Sur > Cibeles | Madrid Sur > Cibeles | Madrid Sur > Cibeles | Madrid Sur > Cibeles | Madrid Sur > Cibeles |
| 00                                     | 01                   | 02                   | 03                   | 04                   | 05                   | 06                   | 07                   | 23                   | 00                   | 01                   | 02                   | 03                   | 04                   | 05                   | 06                   |
| 00 20 40                               | 00 15 30 45          | 00 15 30 45          | 00 15 30 45          | 00 15 30 45          | 00 20 45             | 15                   | 00                   | 30 55                | 20 40                | 00 20 35 50          | 05 20 35 50          | 05 20 35 50          | 05 20 35 50          | 10 30 50             | 15                   |
| Sólo sábados y vísperas de festivo     |                      |                      |                      |                      |                      |                      |                      |                      |                      |                      |                      |                      |                      |                      |                      |

## Recorrido y paradas

### Sentido Madrid Sur
| Código | Denominación EMT                    | Denominación completa              | Ubicación                             | Líneas de la parada                                                 | Metro / Cercanías | Otros |
| ------ | ----------------------------------- | ---------------------------------- | ------------------------------------- | ------------------------------------------------------------------- | ----------------- | --- |
| 5443   | Cibeles-Ayuntamiento                | Paseo del Prado-Plaza de Cibeles   | Paseo del Prado Nº1                   | 14 27 37 45 C03 N9 N10 N11 N25                                      | Banco de España   | Líneas N1, N2, N3, N4, N5, N6, N7, N8, N9, N10, N12, N13, N14, N15, N16, N17, N18, N19, N20, N21, N22, N23, N24, N25, N26 y Exprés Aeropuerto (N27) |
| 77     | Neptuno                             | Pza.Cánovas del Castillo           | Calle de Cervantes Nº44               | 10 14 27 34 37 45 001 C03 N9 N10 N11 N12 N13 N14 N15 N17 N25 N26    |                   | |
| 79     | Museo del Prado-Jardín Botánico     | Pº Prado-Pza.Platería Mtnez.       | Paseo del Prado Nº22                  | 10 14 27 34 37 45 001 C03 N9 N10 N11 N12 N13 N14 N15 N17 N25 N26    |                   | |
| 81     | Prado-Atocha                        | Pº Prado-Atocha                    | Paseo del Prado Nº48                  | 10 14 27 34 37 45 001 C03 E1 N9 N10 N11 N12 N13 N14 N15 N17 N25 N26 | Estación del Arte | N801 N805 N806 N807 |
| 1401   | Estación de Atocha                  | Av.Cdad.Barcelona-Estación Atocha  | Avenida de la Ciudad de Barcelona Nº2 | 10 14 26 32 37 C2 N9 N10 N11 N13 N25                                | Atocha            | NC1 NC2 N802 N803 N804 |
| 5160   | Metro Menéndez Pelayo               | Comercio Nº 2                      | Calle del Comercio Nº2                | 102 152 N11 N13                                                     | Menéndez Pelayo   | |
| 3913   | Amanecer en Méndez Álvaro           | Plaza Amanecer en Méndez Álvaro    | Calle de Méndez Álvaro Nº40           | 102 152 N11 N13                                                     |                   | |
| 1967   | Méndez Álvaro-REPSOL                | Méndez Álvaro-Meneses              | Calle de Méndez Álvaro Nº54           | 8 102 152 N11 N13                                                   |                   | |
| 1969   | Metro Méndez Álvaro                 | Méndez Álvaro-Pedro Bosch          | Calle de Méndez Álvaro Nº64           | 102 152 N11 N13                                                     | Méndez Álvaro     | |
| 2917   | Estación Sur                        | Méndez Álvaro-Est.Sur de Autobuses | Calle de Méndez Álvaro Nº70           | 102 148 152 N11                                                     |                   | |
| 2920   | Méndez Álvaro-Estación Sur          | Méndez Álvaro-Ariel                | Calle de Méndez Álvaro Nº78           | 102 148 152 N11                                                     |                   | |
| 2922   | Avenida de Entrevías-Méndez Álvaro  | Méndez Álvaro-M30                  | Calle de Méndez Álvaro S/Nº           | 102 N11                                                             |                   | |
| 2924   | Avenida de Entrevías-Convenio       | Av.Entrevías-T.Pérez Rubio         | Avenida de Entrevías Nº2              | 102 N11                                                             |                   | |
| 2926   | Avenida de Entrevías-Mejorana       | Avda.Entrevías-Mejorana            | Avenida de Entrevías Nº34             | 102 N11                                                             |                   | |
| 2928   | Cardeñosa-Avenida de Entrevías      | Cardeñosa-Conde Rguez.San Pedro    | Calle de Cardeñosa Nº10               | 102 N11                                                             |                   | |
| 2929   | Cardeñosa-Lagartera                 | Cardeñosa-Lagartera                | Calle de Cardeñosa Nº56               | 102 N11                                                             |                   | |
| 1115   | Plaza de las Regiones               | Campiña-Pza.de las Regiones        | Calle de Campiña Nº2                  | 103 N11                                                             |                   | |
| 1116   | Serena-Campiña                      | Campiña-Serena                     | Calle de Campiña Nº56                 | 103 N11                                                             |                   | |
| 1093   | Barros-Villuercas                   | Barros-Villuercas                  | Calle Barros S/Nº                     | 102 103 N11                                                         |                   | |
| 2934   | Ronda Sur-Avenida de las Glorietas  | Ronda Sur-Av.Glorietas             | Ronda Sur S/Nº                        | 102 103 N11                                                         |                   | |
| 2209   | Ronda Sur-Depósito de Agua          | Ronda Sur-Depósito de Agua         | Ronda Sur S/Nº                        | 24 102 103 N11                                                      |                   | |
| 4645   | Avenida de Entrevías-Esteban Carros | Avda.Entrevías-Esteban Carros      | Avenida de Entrevías Nº138            | 103 N11                                                             | El Pozo           | |
| 2577   | Buenos Aires-Mogambo                | Av.Buenos Aires-Mogambo            | Avenida de Buenos Aires Nº99          | 10 57 N11                                                           |                   | |
| 3304   | Buenos Aires-Pablo Neruda           | Av.Pablo Neruda-Tristana           | Avenida de Pablo Neruda Nº118         | 136 144 N11                                                         |                   | |
| 3306   | Pablo Neruda-Cenicienta             | Av.Pablo Neruda-Cenicienta         | Avenida de Pablo Neruda Nº132         | 136 N11                                                             |                   | |
| 3308   | Pablo Neruda-Santos Inocentes       | Av.Pablo Neruda-Santos Inocentes   | Avenida de Pablo Neruda Nº136         | 136 N11                                                             |                   | |
| 2570   | Martínez de la Riva-Candilejas      | Martínez de la Riva-Diligencia     | Calle de Martínez de la Riva Nº143    | 57 144 N11                                                          |                   | |
| 2568   | Martínez de la Riva-Puerto Bonaigua | Martínez de la Riva-Peña Falconera | Calle de Martínez de la Riva Nº127    | 57 144 N11                                                          |                   | |
| 1112   | Puerto Bonaigua-San Diego           | Pto.Bonaigua-Av.San Diego          | Calle del Puerto de la Bonaigua Nº58  | 103 111 144 N11                                                     |                   | |
| 4597   | Madrid Sur                          | Av.Pablo Neruda-Pza.Asamblea       | Avenida de Pablo Neruda Nº97          | 57 144 N11                                                          |                   | |

### Sentido Plaza de Cibeles
| Código | Denominación EMT                    | Denominación completa                | Ubicación                              | Líneas de la parada                                                 | Metro / Cercanías | Otros |
| ------ | ----------------------------------- | ------------------------------------ | -------------------------------------- | ------------------------------------------------------------------- | ----------------- | --- |
| 4597   | Madrid Sur                          | Av.Pablo Neruda-Pza.Asamblea         | Avenida de Pablo Neruda Nº97           | 57 144 N11                                                          |                   | |
| 3309   | Pablo Neruda-Santos Inocentes       | Av.Pablo Neruda-Santos Inocentes     | Avenida de Pablo Neruda Nº87           | 136 N11                                                             |                   | |
| 3307   | Pablo Neruda-Cenicienta             | Av.Pablo Neruda-Cenicienta           | Avenida de Pablo Neruda Nº83           | 136 144 N11                                                         |                   | |
| 3305   | Buenos Aires-Pablo Neruda           | Av.Pablo Neruda-Tristana             | Avenida de Pablo Neruda Nº77           | 136 144 N11                                                         |                   | |
| 3307   | Parque de Palomeras                 | Avda.Palomeras Bajas                 | Calle Novecento Nº7                    | 310 N11                                                             |                   | |
| 4644   | Avenida de Entrevías-Esteban Carros | Avda.Entrevías-Esteban Carros        | Avenida de Entrevías Nº138             | N11                                                                 | El Pozo           | |
| 4657   | Avenida de Entrevías-Villacarrillo  | Villacarrillo-Av.Entrevías           | Calle Villacarrillo Nº2                | 102 103 N11                                                         |                   | |
| 4657   | Villacarrillo-Cazorla               | Villacarrillo-Cazorla                | Calle Villacarrillo Nº19               | 102 103 N11                                                         |                   | |
| 1094   | Cazorla-Alcores                     | Cazorla-Alcores                      | Calle Cazorla Nº35                     | 103 N11                                                             |                   | |
| 1095   | Pedroches-Benamejí                  | Pedroches-Benamejí                   | Calle Pedroches Nº31                   | 103 N11                                                             |                   | |
| 5437   | Plaza de las Regiones               | Pza.Regiones-Lagartera               | Calle Lagartera Nº33                   | 111 N11                                                             |                   | |
| 2941   | Sierra Contraviesa-Lagartera        | Sierra Contraviesa-Lagartera         | Calle de la Sierra de Contraviesa Nº63 | 102 N11                                                             |                   | |
| 2942   | Sierra Contraviesa                  | Sierra Contraviesa-C.Rguez.San Pedro | Calle de la Sierra de Contraviesa Nº15 | 102 N11                                                             |                   | |
| 2927   | Avenida de Entrevías-Mejorana       | Av.Entrevías-Mejorana                | Calle Mejorana S/Nº                    | 102 N11                                                             |                   | |
| 2925   | Avenida de Entrevías-Convenio       | Avda. Entrevías                      | Avenida de Entrevías Nº2               | 102 N11                                                             |                   | |
| 2923   | Avenida de Entrevías-Méndez Álvaro  | Méndez Álvaro-M30                    | Calle de Méndez Álvaro Nº84            | 102 N11                                                             |                   | |
| 2921   | Méndez Álvaro-Terminal              | Méndez Álvaro-Est.Sur de Autobuses   | Calle de Méndez Álvaro Nº85            | 152 N11                                                             |                   | |
| 1970   | Metro Méndez Álvaro                 | Méndez Álvaro-Pedro Bosch            | Calle de Méndez Álvaro Nº64            | 8 102 152 N11 N13                                                   | Méndez Álvaro     | |
| 1968   | Méndez Álvaro-REPSOL                | Méndez Álvaro Nº57                   | Calle de Méndez Álvaro Nº57            | 8 102 152 N11 N13                                                   |                   | |
| 1971   | Amanecer en Méndez Álvaro           | Méndez Álvaro-Comercio               | Calle de Méndez Álvaro Nº33            | 8 102 152 N11 N13                                                   |                   | |
| 5221   | Méndez Álvaro-Áncora                | Méndez Álvaro-Áncora                 | Calle de Méndez Álvaro Nº22            | 102 N11 N13                                                         |                   | |
| 5222   | Méndez Álvaro-Estación de Atocha    | Méndez Álvaro-Murcia                 | Calle de Méndez Álvaro Nº14            | N11 N13                                                             | Atocha            | |
| 82     | Prado-Atocha                        | Pº Prado-Atocha                      | Paseo del Prado S/Nº                   | 10 14 27 34 37 45 001 C03 E1 N9 N10 N11 N12 N13 N14 N15 N17 N25 N26 | Estación del Arte | NC1 NC2 N801 N802 N803 N804 N805 N806 N807 |
| 5511   | Museo del Prado-Jardín Botánico     | Pº Prado-Pza.Murillo                 | Paseo del Prado Nº22                   | 10 14 27 34 37 45 001 C03 N9 N10 N11 N12 N13 N14 N15 N17 N25 N26    |                   | |
| 78     | Neptuno                             | Pza.Cánovas del Castillo             | Plaza de Cánovas del Castillo Nº2      | 10 14 27 34 37 45 001 C03 N9 N10 N11 N12 N13 N14 N15 N17 N25 N26    |                   | |
| 5443   | Cibeles-Ayuntamiento                | Paseo del Prado-Plaza de Cibeles     | Paseo del Prado Nº1                    | 14 27 37 45 C03 N9 N10 N11 N25                                      | Banco de España   | Líneas N1, N2, N3, N4, N5, N6, N7, N8, N9, N10, N12, N13, N14, N15, N16, N17, N18, N19, N20, N21, N22, N23, N24, N25, N26 y Exprés Aeropuerto (N27) |